# نادي باليرمو
نادي باليرمو لكرة القدم (بالإيطالية: Palermo Calcio)‏ نادي كرة قدم إيطالي من مدينة باليرمو في صقلية. يلعب حاليًا في الدوري الإيطالي الدرجة الثالثة بعد استبعاده من دوري الدرجة الثانية بسبب مشاكل مالية.
أُعيد تأسيسه في عام 1987 إثر إفلاس النادي السابق والذي تأسس في العام 1900. رينزو باربيرا هو ملعب الفريق، المبني عام 1932، واستضاف عدداً من مباريات كأس العالم 1990 في إيطاليا.

## التاريخ
وُلد أول فريق لكرة القدم يمثل مدينة باليرمو الصقلية في عام 1898، وتكوّن من تشكيلة أنغلو - إيطالية مختلطة، باسم «النادي الأنغلو باليرمي لكرة القدم» (Anglo Panormitan Football Club)، وكان جوزيف ويتيكر أول رئيس له (القنصل الإنكليزي بباليرمو آنذاك)، وكان المدرب بليك، وميدان لعب هو ملعب رانكيبيلي.
بعد مرور عامين في الأول من نوفمبر من عام 1900 وبناءً على رغبة إنياتسيو مايو باغانو، وهو شاب باليرمي عـَرف كرة القدم أثناء دراسته في لندن، وُلد في باليرمو فريق آخر كان له حظ أوفر وسيعتـَرف به كأول فرق المدينة، وكان اسمه نادي باليرمو لكرة القدم والكريكت (Palermo football and criket club).
ضم الطاقم المؤسس لنادي باليرمو لكرة القدم ثلاثة الإنجليز و9 من مواطني باليرمو، فكان ويتيكر رئيساً فخرياً، وإدوارد دي غارستون أول رئيس، وكان الأحمر والأزرق لونا الفريق الأصليين. لعب الفريق أول مباراة كرة القدم معروفة له في 30 ديسمبر 1900، وانتهت بهزيمته 5-0 أمام فريق إنكليزي هاوي مجهول. وأول مباراة رسمية لـُعبت في 18 أبريل عام 1901 ضد نادي مسينا انتهت بالفوز 3-2 لصالح الباليرميين.

## التشكيلة الحالية
ملاحظة: تشير الأعلام إلى المنتخب الوطني على النحو المحدد في قواعد الأهلية للفيفا. قد يحمل اللاعبون أكثر من جنسية واحدة غير تابعة للفيفا.
| الرقم | البلد      | المركز | اللاعب            |
| ----- | ---------- | ------ | ----------------- |
| 1     | إيطاليا    | حارس   | ستيفانو سورنتينو  |
| 2     | سلوفينيا   | مدافع  | ألياز سترونا      |
| 3     | إيطاليا    | مدافع  | إروس بيزانو       |
| 4     | سلوفينيا   | مدافع  | سينيسا أندلكوفيتش |
| 5     | صربيا      | وسط    | ميلان ميلانوفيتش  |
| 6     | الأرجنتين  | وسط    | إزيكويل مونيوز    |
| 7     | إيطاليا    | وسط    | أشرف لزعر         |
| 8     | باراغواي   | وسط    | إدغار باريتو      |
| 9     | الأرجنتين  | مهاجم  | باولو ديبالا      |
| 10    | إيطاليا    | وسط    | دافيدي دي جنارو   |
| 11    | الأوروغواي | مهاجم  | أبل هرناندز       |
| 13    | إيطاليا    | وسط    | جنارو ترويانييلو  |
| 14    | صربيا      | وسط    | ألن ستيفانوفيتش   |

| الرقم | البلد            | المركز | اللاعب            |
| ----- | ---------------- | ------ | ----------------- |
| 15    | إيطاليا          | وسط    | فرانشيسكو بولزوني |
| 17    | سويسرا           | مدافع  | ميتشيل مورغانيلا  |
| 18    | أيرلندا الشمالية | مهاجم  | كايل لافرتي       |
| 19    | إيطاليا          | مدافع  | كلاوديو تيرسي     |
| 20    | الأرجنتين        | وسط    | فرانكو فاسكيس     |
| 21    | سلوفينيا         | وسط    | أرمن باشينوفيتش   |
| 22    | ألبانيا          | حارس   | سمير أوجكاني      |
| 23    | إيطاليا          | وسط    | فاليريو فيري      |
| 24    | سويسرا           | مهاجم  | سيفان ماليلي      |
| 25    | إيطاليا          | وسط    | إنزو ماريسكا      |
| 27    | فرنسا            | مدافع  | غراندي نغويي      |
| 28    | سويسرا           | مدافع  | فابيو دابريلا     |
| 29    | سويسرا           | مدافع  | روبيرتو فتييلو    |
| 30    | إيطاليا          | مهاجم  | أندريا بلوتي      |

## إنجازات الفريق
- الدوري الإيطالي الدرجة الثانية: 1931-32، 1947-48، 1967-68، 2003-04، 2013-14
- الدوري الإيطالي الدرجة الثالثة: 1941-42
- الدوري الإيطالي الدرجة الثالثة المجموعة الأولى: 1984-85، 1992-93، 2000-01
- الدوري الإيطالي الدرجة الثالثة المجموعة الثانية: 1987-88
- كأس إيطاليا لأندية الدرجة الثالثة: 1990-91

## وصلات خارجية
- الموقع الرسمي